# 格蘭德維尤 (愛達荷州)
格蘭德維尤（英語：Grand View）是一個位於美國愛達荷州奧懷希縣的城市。

## 地理
格蘭德維尤的座標為42°59′05″N 116°05′36″W / 42.98472°N 116.09333°W，而該地的平均海拔高度為718米（即2356英尺）。

## 人口
根據2010年美國人口普查的數據，格蘭德維尤的面積為1.56平方千米，當中陸地面積為1.49平方千米，而水域面積為0.07平方千米。當地共有人口652人，而人口密度為每平方千米417.95人。